# كريستيان فيغا
كريستيان فيغا (بالإسبانية: Cristian Vega) هو لاعب كرة قدم أرجنتيني، ولد في 17 سبتمبر 1993 في سانتياغو ديل استيرو في الأرجنتين. لعب مع Central Córdoba de Santiago del Estero ‏.

## وصلات خارجية
- كريستيان فيغا على موقع قاعدة بيانات كرة القدم.إي يو (الإنجليزية)
- كريستيان فيغا على موقع Soccerway.com (الإنجليزية)